# نواف المرطة
نواف جاسم المرطة، من مواليد 2 ديسمبر 1974، لاعب كرة قدم كويتي سابق. وهو يلعب مع نادي السالمية، وقد سجل هدف في نهائي كأس الأمير 1992/1993.
وهو من عائلة رياضية، فهو أخ اللاعب سامر المرطة، وهم من اسره رياضيه حيث أن وليد المرطه لاعب كرة اليد سابقا في نادي كاظمه الرياضي هو عمهم، ومساعد العميري لاعب الكرة الطائرة بنادي القادسية سابقا هو خالهم، كما أن والدهم هو أحد مؤسسي نادي السالمية الرياضي.